# سرخرگ مغزی میانی
سرخرگ مغزی میانی یا شریان مغزی میانی (به انگلیسی: Middle Cerebral Artery) یکی از سه شریان اصلی خونرسان به مغز می باشد.
این سرخرگ از تقسیم سرخرگ کاروتید داخلی به دو شاخه اصلی سرخرگ مغزی پیشین و سرخرگ مغزی میانی حاصل می شود و سپس به سمت خارج طی مسیر کرده و در سولکوس لترال به شاخه های ریزتر تقسیم شده و نواحی کورتکس مغز را خونرسانی می کند.

## شاخه ها

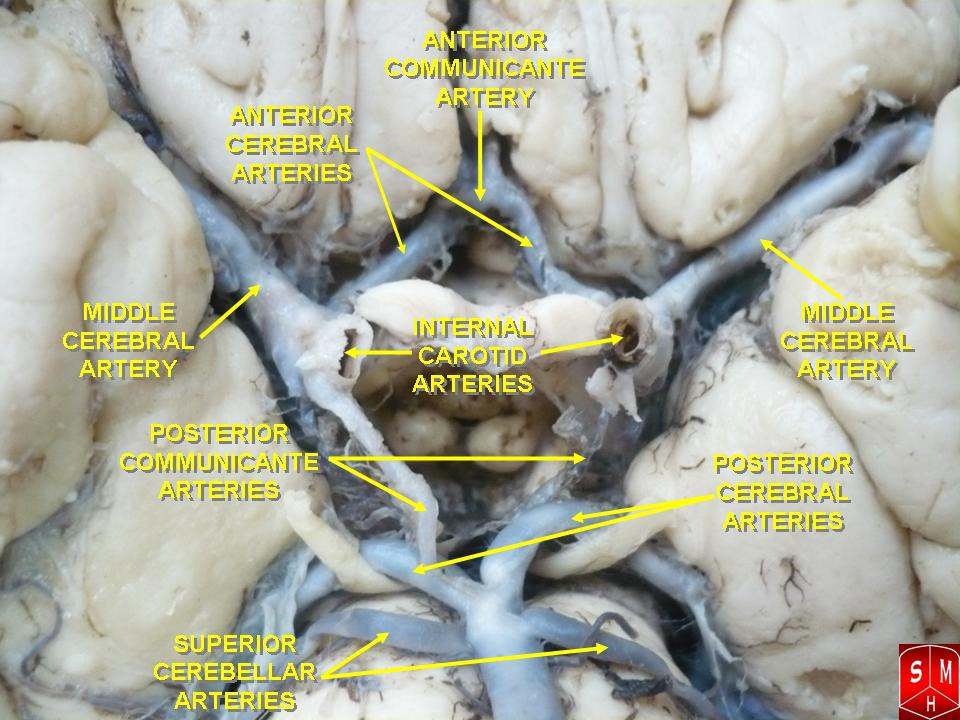
Middle cerebral artery

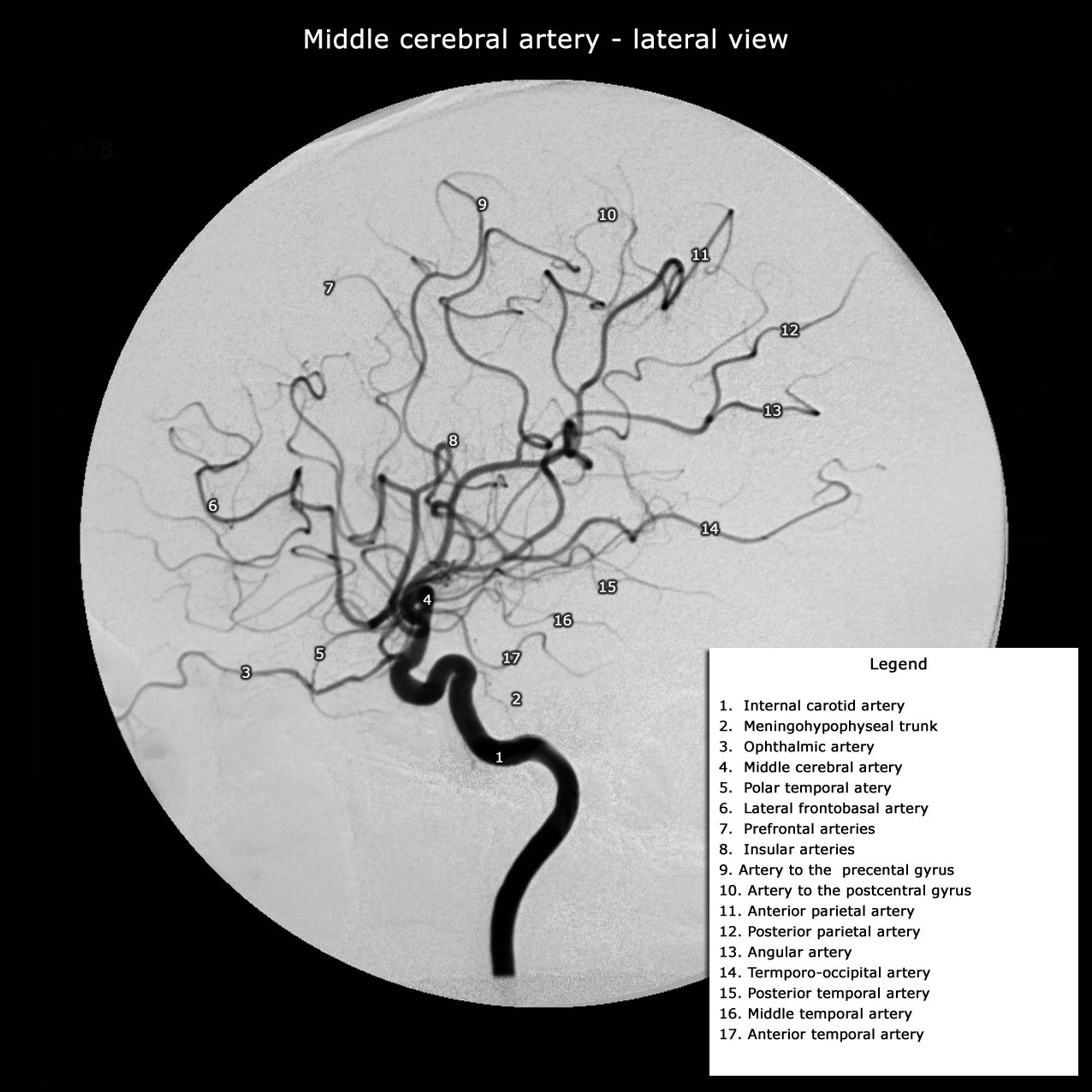
Middle cerebral artery and its branches (patient has a hypoplastic A1 segment and an absent PCOM, resulting in a purely MCA angio from internal carotid artery injection)

شریان مغزی میانی به چهار شاخه می تواند تقسیم بندی شود:
- M1 (سگمان اسفنوئیدال یا افقی)[۳]
- M2 (سگمان اینسولار)[۴]
- M3 (سگمان اُپرکولار)[۵]
- M4 (سگمان کورتیکال)[۶]

## نواحی خونرسانی

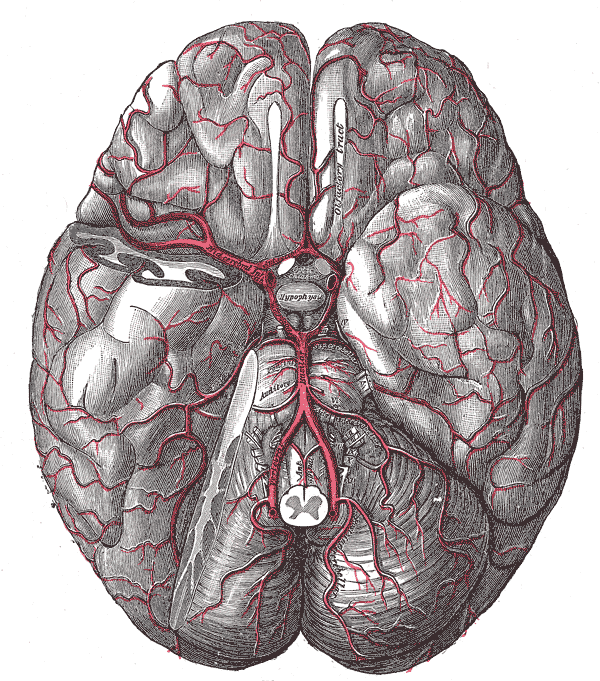
شریان مغزی میانی شاخه های مرکزی به قشر مغز می دهد. شاخه های مرکزی به ساختارهای زیر قشر مغز توزیع می شوند. آنها شامل شریان های عدسی شکل هستند که ساختارهای زیر قشری مانند کمپلکس عدسی شکل، کپسول داخلی و هسته دمی را تامین می کنند.

اکثریت سطح خارجی مغز به جز نواحی فوقانی لوب پاریتال که توسط سرخرگ مغزی پیشین و نواحی تحتانی لوب تمپورال و اکسیپیتال که توسط سرخرگ مغزی پسین خونرسانی می شود؛ توسط این سرخرگ مشروب می گردد.
بخش فوقانی آن به ناحیه اینفرولترال لوب فرونتال یعنی ناحیه بروکا یا همان بیان زبان(Language expression) خونرسانی میکند
بخش تحتانی آن به ناحیه لترال لوب تمپورال یعنی ناحیه ورنیکه یا همان درک زبان(Language comprehension) خونرسانی میکند.
شاخه های عمقی آن به قسمت هایی از کپسول داخلی و هسته های قاعده ای خونرسانی می کند.